# Lokkisaari (ö i Norra Karelen, Pielisen Karjala, lat 63,39, long 29,40)
Lokkisaari är en ö i Finland. Den ligger i sjön Pielisjärvi och i kommunen Nurmes i den ekonomiska regionen  Pielinen-Karelen  och landskapet Norra Karelen, i den centrala delen av landet, 400 km nordost om huvudstaden Helsingfors. Öns area är 22,1 hektar och dess största längd är 0,9 kilometer i sydöst-nordvästlig riktning.